# Viguiera palmeri
Viguiera palmeri là một loài thực vật có hoa trong họ Cúc. Loài này được A.Gray ex A.Gray miêu tả khoa học đầu tiên năm 1887.